# Patient expert
Pour les articles homonymes, voir Patient (homonymie).
Le patient-expert considéré comme un nouveau type d'acteur du système de santé, est toute personne qui, atteinte d’une maladie chronique, développe une connaissance fine de sa maladie et dispose ainsi d’une expertise dans le vécu quotidien d’une pathologie ou d’une limitation physique liée à son état. Le patient-expert a la volonté de s’impliquer auprès d’autres malades, il peut être sollicité pour améliorer un programme d'éducation thérapeutique, aussi peut être amené à accompagner un patient en consultation pour reformuler un jargon médical.

## Historique
En France, l’inclusion de patients experts dans la recherche et le soin résulte d’une longue histoire d’actions associatives et militantes, marquée par la lutte contre le sida et le diabète, et par la loi Kouchner de 2002 sur le droit des malades.
En effet, l'émergence du métier de patient expert s'inscrit dans l'évolution des paradigmes de la médecine, notamment dans le mouvement vers une approche centrée sur le patient. Elle fait suite à la remise en question de l'historique paternalisme médical, par les mouvements des droits des patients et la montée de la santé communautaire. L'autonomie et l'empowerment des patients deviennent des attendus de la prise en soin. Le patient est cœur de la démarche de soin. Le métier de patient expert s'inscrit comme une manifestation concrète de ces évolutions historiques et philosophiques, où les patients sont non seulement encouragés à devenir acteurs de leurs soins, mais aussi acteur du système de soin, dans le but d'améliorer les soins et de promouvoir des pratiques médicales plus centrées sur le patient. Les études montrent l'impact positif des patients experts sur les patients bénéficiaires notamment dans le cadre de l'éducation thérapeutique . Le partenariat patient se construit , il s'accompagne car il implique une transformation culturelle et sociale auprès des acteurs du système de santé, professionnels comme usagers. Les différentes lois santé,,  encouragent le recours aux patients experts et la Haute Autorité de Santé (HAS) incite à l'évaluation de l'engagement des patients, entre autres, avec une fiche pédagogique dédiée et validée le 11 janvier 2024.

## Formation et professionnalisation
Le patient-expert acquiert et développe des connaissances expérientielles et médicales sur sa maladie.
Face à la demande de formation, la Sorbonne à Paris a ouvert ce qu'elle appelle l'Université des patients : trois diplômes universitaires sont proposés aux étudiants : éducation thérapeutique du patient, démocratie sanitaire et accompagnement du patient en cancérologie. Il existe la même chose à la faculté de médecine de Marseille,,.